# Джавахян Грачик Ашотович
Грачик (Грач'я) Ашотович Джавахян (нар. 6 липня 1984, Кіровакан, Вірменська РСР) — вірменський боксер, бронзовий призер Олімпіади 2008, чемпіон Європи (2010). 

## Боксерська кар'єра
З 2005 року входив до складу збірної Вірменії.
На чемпіонаті світу 2005 програв вже в першому поєдинку.
На чемпіонаті Європи 2006 завоював срібну нагороду, програвши у фіналі Олексію Тищенко.
На чемпіонаті світу 2007 дійшов до чвертьфіналу, де програв Доменіко Валентіно.

### Виступ на Олімпіаді 2008
(кат. до 60 кг)
- У другому раунді змагань переміг Рашида Олавале Лавал (Нігерія) — 12-0
- У чвертьфіналі пройшов Пек Джон Соб (Південна Корея)
- У півфіналі програв Олексію Тищенко (Росія) — 5-10

Джавахян виборов бронзову нагороду Олімпіади і став першим боксером незалежної Вірменії, що став призером Олімпійських ігор.
Після невдалого виступу на чемпіонаті світу 2009 вирішив перейти до наступної вагової категорії і на чемпіонаті Європи 2010 став чемпіоном в категорії до 64 кг. Але на чемпіонаті світу 2011 програв у другому поєдинку, не зміг кваліфікуватися на Олімпійські ігри 2012 і завершив боксерську кар'єру.